# アイザック・ウォルトン
アイザック・ウォルトン（Izaak Walton, 1593年8月9日 - 1683年12月15日）は、イギリスの随筆家、伝記作家。"The Compleat Angler"（『釣魚大全』）の著者として有名。

## 生涯
スタッフォードに生まれる。徒弟奉公を経て1614年に独立し、ロンドンで金物屋（一説には呉服屋）を営んで成功した。その一方で、地元の教会区の牧師を務めていた詩人ジョン・ダンと懇意の間柄になり、その他国教会関係の多くの名士とも親交を結んだ。1626年に高僧クランマー家のレイチェル・フラウドと結婚し、6人の子をもうけたが、彼女は1640年に死去。1646年に僧正の妹であるアン・ケンと再婚をし、3人の子をもうけたが、アンも1662年に没している。43年に商売を辞めた後は、スタッフォード、ロンドン、フルハムと転じ、好きな釣りを楽しみながら悠々自適の余生を送り、最後はウィンチェスターの娘婿のもとで過した。
53年のロンドン在住中に初版が発行された"The Compleat Angler"（『釣魚大全』）は、その後作者自身とチャールズ・コトンにより増補・改訂が為され、76年にほぼ今の形となった。釣りの楽しみの実践的書物であるとともに、故事伝承・歌・随想なども随所に織りまぜられており、その素朴で味わい深い文章ともあいまって、古くから釣り人のみならず数多くの読者に親しまれてきた。また、ピューリタン革命などの内乱の時代を背景にした、西欧隠者文学の伝統を引き継ぐ随筆文学の名作としても高く評価されている。
また、40年にジョン・ダンの伝記を執筆したのを皮切りに、51年にヘンリー・ウォットン、65年にリチャード・フッカー、70年にジョージ・ハーバートなど、次々と友人知己の伝記を手がけ、1796年にそれらが『伝記集』としてまとめられている。

## 著作

### 随筆
- "The Compleat Angler"（1653年初版、76年に増補5版）　
  - 『釣魚大全』、森秀人訳、虎見書房、1970年 / 角川書店〈角川選書〉、1974年。訳者による「魚名附会」、「ウォルトン伝」付。
  - 『完訳 釣魚大全 1・2』、飯田操訳、平凡社ライブラリー、1997年
  - 『釣魚大全　思索する人のレクリエーション』、霜田俊憲訳、未知谷、2024年

| 釣りは詩とどこか似ていて、人はそれをするように生まれつく。――『釣魚大全』 |

### 伝記
- "The Lives of Dr John Donne,Sir Henry Wotton,Mr Richard Hooker,Mr George Herbert,Dr Robert Sanderson"（1640,1651,65,70,78年、以上5編が1796年に伝記集としてまとめられた）